# 청진비행장
청진비행장(淸津飛行場)은 조선민주주의인민공화국 청진시에 위치했던 공항이다.  1935년에 일본군이 건설하였으며, 현재는 어랑군에 있는 청진공항으로 대체되었다.

## 역사
일제강점기인 1935년에 일본군이 경성군 룡성면에 부지를 잡고 건설하였다. 이때의 면적은 650 × 1,000미터였으며 도쿄 ~ 다롄 간 항로의 기착점으로 사용되었다. 같은 해 12월에 청진세관출장소도 개설되었다. 1943년에 청진부로 편입되었다. 한국 전쟁 당시 미국 공군이 'K-34'라는 비행장 번호를 붙였다.